# Песнь Деворы
Песнь Деворы (др.-евр. שירת דבורה‬; также Песнь Деворы и Варака) — 5-я глава Книги Судей Израилевых (Суд. 5:1-31). По языку оригинала является, вероятнее всего, наиболее древней частью Священного Писания, относимой к XII—XI вв. до н. э. Это делает её одним из древнейших пространных текстов на ханаанских языках в целом и древнейшим образцом поэзии на этих языках в частности.

## Язык и проблема перевода
Гебраисты сходятся во мнении об уникальной древности текста, по своим особенностям относящегося к периоду ещё до формирования того древнееврейского языка, на котором написана основная часть Танаха. Наиболее распространённая датировка: XII—XI вв. до н. э. По мнению Гарбини, границы несколько более поздние: «ранее классического древнееврейского VIII века до н. э. — но явно позднее языка календаря из Гезера X века до н. э.». В одном из исследований англоязычным читателям даётся такая примерная аналогия: если другие поэтические места Священного Писания посчитать написанными на английском языке времён Шекспира, то «Песнь Деворы» окажется написанной на языке времён Чосера.
Как пишет Герлеман, такая древность текста создаёт трудности в понимании, «во многом не имеющие параллелей во всём Ветхом Завете. Его (текста) язык отмечен такой архаичностью и краткостью форм, которые порой затрудняют получение вообще какого-либо связного текста». По этой же причине Песнь Деворы относится к той части Ветхого Завета, к которой предлагается наибольшее число конъектур.

## Имена персонажей
В церковнославянском и русском языках греческая β (бета) в библейских именах и названиях, стоящая в свою очередь на месте еврейской ב (бет), передаётся через в (ср. в итоге англ. Babylon и рус. Вавилон). Такая практика не имеет отношения к исходному звучанию на иврите, а отражает норму византийского греческого, в котором б стало читаться как в.
То есть исторически вернее (но против церковной традиции) говорить о Деборе и Бараке.

## Содержание
Содержательно является поэтическим и персонализированным вариантом предшествующей 4-й главы (Суд. 4:1-24), где суть тех же событий излагается прозаическим летописным стилем.
Колена Израилевы живут без общего правителя, а их экспансия на север упирается в сильное царство некоего Иавина с центром в Асоре (городище Тель-Хацор). У его военачальника Сисары «девятьсот железных колесниц» (то есть колесниц с железными осями и ободами) и евреи опасаются повторять попытку вторжения. Пророчица Девора убеждает евреев объединиться и поверить в неизбежность победы тех, кто един и истинно верит. Войско возглавляет Варак и у «потока Киссон» (возможно, верховья реки Кишон) одерживает предсказанную полную победу. Сисара бежит с поля боя и ищет укрытия у дружественного его царю племени кенеев. Ночью жена одного из кенеев Иаиль коварно убивает спящего Сисару. Так исполняется последняя часть пророчества Деворы: «в руки женщины предаст Господь Сисару».
Основным посылом песни, описывающей уже произошедшие события, является призыв к единству всех одной крови и одной веры. Бог таким всегда помогает, а значит делает непобедимыми.

## Перечень колен Израилевых
Один из основных мотивов Песни Деворы — прославление откликнувшихся на призыв к единым действиям колен, упрёки колебавшимся, проклятия отвергшим призыв. Таким образом для историков текст представляет интерес и как старейший перечень таких колен, который во многом отличается от известного позднее канона составом и порядком перечисления. Мартин Нот в итоге приходит к выводу, что Девора (или пишущий от её имени) знает лишь о 10 коленах, а не 12, без колен Иуды и Симеона. Другой исследователь позднее находит в тексте упоминания всех 12 колен, однако предлагает для этого ряд существенных конъектур. В том числе в Суд. 5:13 вместо Господь (YHWH) предлагается видеть искажённое архаичное написание имени Иуда, то есть вместо «Господь подчинил мне храбрых» — «Иуда подчинил мне (прислал под моё командование) храбрых».